# Iglesia de San Pedro ad Vincula (Bausén)
La iglesia de San Pedro ad Vincula es una iglesia barroca del municipio de Bausén (Valle de Aran, provincia de Lérida, España) incluida en el Inventario del Patrimonio Arquitectónico de Cataluña. Se cree que este edificio sustituyó uno de origen románico que según Juli Soler y Santaló: 

"La antigua parroquia estaba edificada en la parte de abajo del pueblo y estaba bajo la advocación de Santa Eulària. Actualmente no se conservan ni despojos (...)".
Juli Soler y Santaló.

Iglesia de una sola nave con ábside cuadrado y campanario adosado. La cara norte está embebida por la plaza del pueblo; la cara sur presenta una portalada de estilo neoclásico donde se conserva la dovela donde se indica el año de construcción (a.1709) y por encima de ella una piedra con simbología de San Pedro. La iglesia tiene contrafuertes y un fragmento de urna funeraria romana de mármol, donde ha representado en bajorrelieve la escena de tres bustos bajo arcadas de herradura y signos astrales. Según José Sarraté Forga se trata de dos mujeres y un hombre, y la forma de arcos de herradura remite a las estrellas propias del alto Imperio romano, en este caso de ejecución autóctona. También hay otra piedra con símbolos paleocristianos.
En la fachada de mediodía hay una losa con inscripciones grabadas representando una decoración geométrica; el conjunto representa un zigzag que recorre de largo a largo la losa; entre los espacios vacíos hay representados en la parte superior círculos (casi todos con un puntito en medio) y a la parte inferior rayas cruzadas.
El campanario es de base cuadrada y de construcción tosca; conserva restos que pueden ser de origen románico (supuestamente aprovechados de la derruida iglesia de Santa Eulària) como pueden ser una ventana arcada con piedra pómez en la cara este y una ventana aspillera tapiada en la cara sur. En la parte inferior de la cara norte se observa una puerta de entrada tapiada.